# 科別利亞喬克
49°4′5″N 33°47′58″E / 49.06806°N 33.79944°E
科貝利亞喬克（羅馬化：Kobeliachok）是烏克蘭的村落，位於該國中部波爾塔瓦州，由克列緬丘格區負責管轄，分別距離科門丹蒂夫卡2.5公里、普里希布和羅博季夫卡3公里，海拔高度76米，2001年人口716。